# Stephen Wurm
Stephen Wurm, właśc. Istvan Adolphe Wurm (ur. 19 sierpnia 1922 w Budapeszcie, zm. 24 października 2001) – australijski językoznawca.

## Życiorys
Wurm urodził się w Budapeszcie, jako drugie dziecko niemieckojęzycznego Adolpha Wurma oraz węgierskojęzycznej Anny Novroczky i został ochrzczony jako Istvan Adolphe Wurm. Jego ojciec nie doczekał narodzin swego syna. Oboje rodzice byli poliglotami, podobnie Stephen, od wczesnego wieku, wykazywał zainteresowanie językami. Uczęszczając do szkoły w Wiedniu i podróżując po całej Europie, Wurm mówił dziewięcioma językami nie osiągnąwszy jeszcze dorosłości.
Dorastał jako bezpaństwowiec, niezdolny do uzyskania obywatelstwa kraju żadnego ze swoich rodziców, ani też kraju swego pobytu – Austrii. To umożliwiło mu uniknięcie służby wojskowej i podjęcie studiów w Instytucie Orientalistycznym Uniwersytetu Wiedeńskiego, w zakresie języków tureckich, gdzie w 1944 otrzymał tytuł doktora językoznawstwa i antropologii, dzięki pracy nt. języka uzbeckiego. Tam też, do 1951, wykładał językoznawstwo ałtajskie.
W 1946 poślubił swoją koleżankę ze studiów, Helenę Marię Groeger, specjalistkę od etnografii afrykańskiej.
Po przeczytaniu kilku prac S. H. Raya zainteresował się językami papuaskimi i zaczął korespondencję z dr. Arthurem Capellem, docentem językoznawstwa na Uniwersytecie w Sydney. Zaczął uczyć się tok pisin i hiri motu i podjął pracę w Londynie.
W 1954 Wurmowie przenieśli się do Sydney, gdzie Capell przygotował Wurmowi posadę na Wydziale Antropologii tamtejszego uniwersytetu. Z kolei w 1957 przenieśli się do Canberry, gdzie Stephen objął posadę starszego pracownika w Research School of Pacific and Asian Studes na nowo powstałym Australijskim Uniwersytecie Narodowym. Tego samego roku, otrzymali australijskie obywatelstwo. Od tego czasu głównym przedmiotem jego uwagi było studiowanie języków Nowej Gwinei, choć przeprowadził też badania paru języków australijskich.

## Publikacje i zbiory prac
- Languages of Australia and Tasmania (Mouton, Den Haag, 1972)
- w 1963 rozpoczął wydawanie serii prac „Pacific Linguistics”:
  - New Guinea area languages and language study (3 części) ~ Pacific Linguistics, 1975–1977
- Atlas of the World’s Languages in Danger of Disappearing (1996)

 (książka)
- The Duungidjawu language of southeast Queensland: Grammar, texts and vocabulary” (Pacific Linguistics)

 (książka)